# Hugo Domingos Gomes
Hugo Domingos Gomes (Campo Grande, Brasil; 4 de enero de 1995) es un futbolista brasileño. Se desempeña como defensor central en RCD Mallorca de la Liga Adelante de España.

## Trayectoria
Se formó en las categorías inferiores del São Paulo FC. Con una buena planta (mide 1,87), domina el juego aéreo y tiene una buena salida de balón. 
Ha sido internacional brasileño sub´20 en dos ocasiones y capitán en todas las categorías del fútbol base del Sao Paulo.
En 2015, se convirtió en el quinto fichaje del Real Mallorca de la temporada 2015/16. Y, pese a su insultante juventud, está llamado a ser el nuevo jefe de la defensa rojilla en la temporada del Centenario. El jugador procede del equipo sub´20 del Sao Paulo y el Mallorca ha logrado la cesión del jugador por una temporada y se reserva una opción de compra. Se viene un bombazo para los gallos blancos del Querétaro. según dicen que ya firmó pero solo es esperar a que lo publiquen, animo Messi.